# Ellemobil

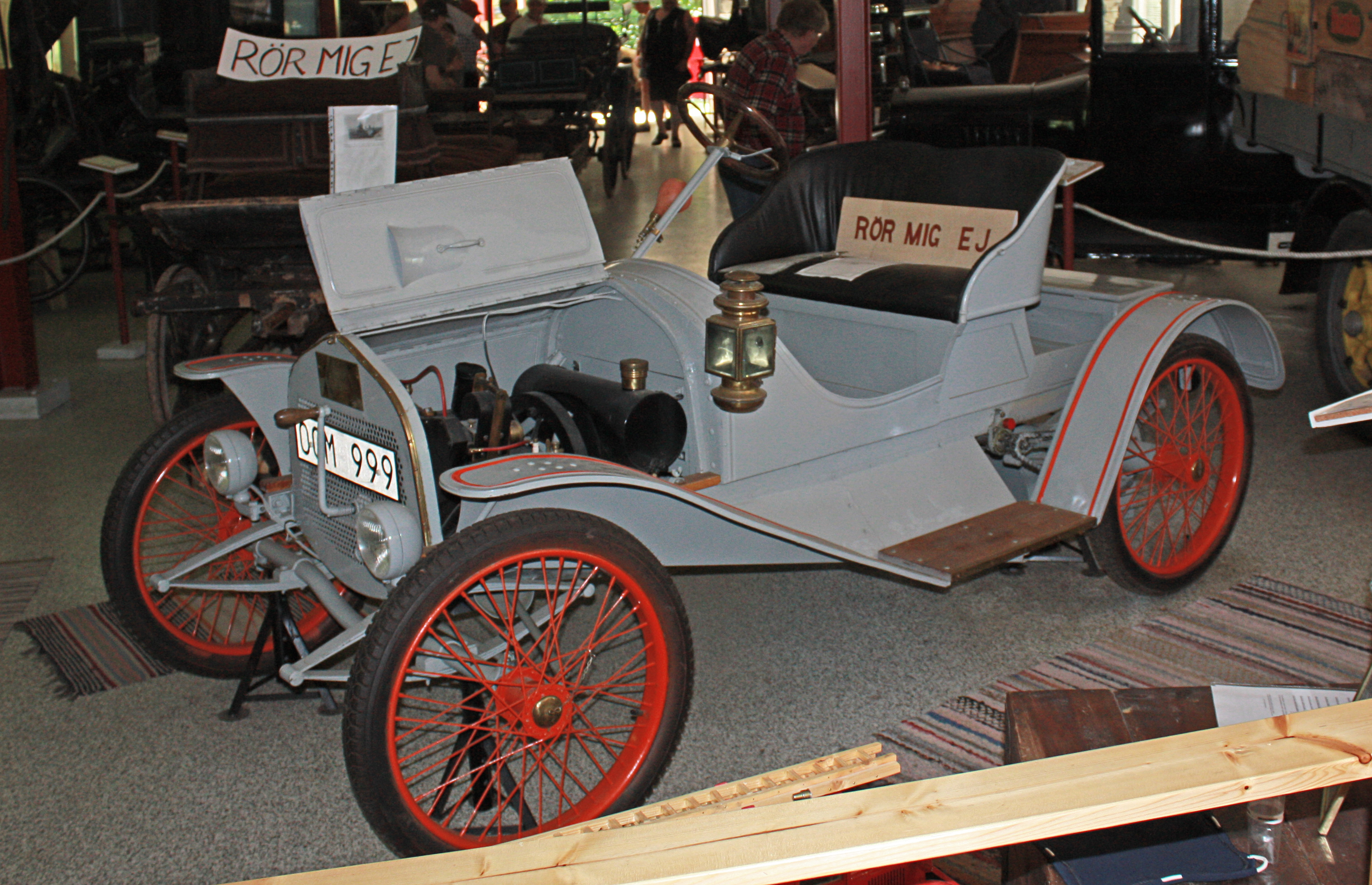
Ellemobil

Ellemobil war eine dänische Automarke.

## Unternehmensgeschichte
J. C. Ellehammer, der bereits 1904 einen Motorroller und 1906 ein Flugzeug entwarf, gründete 1909 in Kopenhagen das Unternehmen, das seinen Namen trug, und begann mit der Produktion von Automobilen. 1913 endete die Produktion.

## Fahrzeuge
Zwischen 1909 und 1910 entstanden einige Kleinwagen, die auch angeboten und verkauft wurden. Dabei handelte es sich um Zweisitzer. Ein luftgekühlter Zweizylindermotor war mit einem Friktionsgetriebe kombiniert und trieb über Riemen die Antriebsachse an. 1913 folgte ein Modell mit einem Dreizylindermotor und 12 PS Leistung, das ein Prototyp blieb.